# Sabaudia
Sabaudia ist eine während des italienischen Faschismus erbaute Planstadt in der italienischen Provinz Latina, Region Latium mit 19.431 Einwohnern (Stand 31. Dezember 2023).

Strand mit Blick auf den Monte Circeo

## Geographie
Sabaudia liegt 90 Kilometer südöstlich von Rom und 24 Kilometer von der Provinzhauptstadt Latina entfernt am Tyrrhenischen Meer. Die Kernstadt liegt umschlossen vom Küstensee Lago di Sabaudia wenige Meter hinter der Küste.
Die Region ist naturbelassen, was nicht zuletzt an dem 1934 eingerichteten Nationalpark Circeo liegt, zu dem der größte Teil des Gemeindegebiets gehört. Besondere Kennzeichen des Gebietes sind sandige Dünen an der Küste und vier nahegelegene Seen, der Lago di Sabaudia (auch Lago di Paola), der Lago dei Monaci, der Lago di Caprolace und der Lago di Fogliano.
Die Nachbargemeinden sind Latina, Pontinia, San Felice Circeo und Terracina.

## Geschichte
Die Stadt wurde 1933 während des faschistischen Regimes von Benito Mussolini (Duce) gegründet und am 15. April 1934 eingeweiht. Ihre Architektur ist ein typisches Beispiel für den italienischen Rationalismus.
Sabaudia wurde nach dem zu dieser Zeit konstitutionell regierende Königshaus Savoyen benannt, Sabaudia bedeutet auch Savoyen.
Sabaudia ist eine der mit erheblichem propagandistischen Aufwand gegründeten faschistischen Idealstädte in den damals urbar gemachten Pontinischen Sümpfen südlich von Rom. Als einzige dieser Städte ist Sabaudia bis heute fast unverändert in seiner ursprünglichen Gestaltungsabsicht zu erleben, die zwischen wuchtigem Klassizismus und Moderne changiert.
Ein Quartett von jungen Architekten (Gino Cancelotti, Eugenio Montuori, Luigi Piccinato und Alfredo Scalpelli) hat zwischen 1932 und 1934 nicht nur den städtebaulichen Plan entworfen, sondern auch die meisten öffentlichen Bauten wie Rathaus, Kirche, Casa del Fascio, Hotel, aber auch Wasserturm und Busbahnhof umgesetzt. Ihre Planungen mussten sie Benito Mussolini vorlegen, der die Entwürfe persönlich begutachtete und beeinflusste. Das Postamt von Angiolo Mazzoni ist einer der ungewöhnlichsten Bauten der italienischen Zwischenkriegsmoderne.
In Sabaudia erinnert man sich bis heute gern des verblichenen „Duce“. An den öffentlichen Monumenten finden sich keinerlei Hinweise auf die Verbrechen der faschistischen Diktatur Italiens und die Straßennamen beziehen sich weitgehend auf Angehörige der ehemaligen Königsdynastie bis hin zu den ersten Grafen von Savoyen.

## Wirtschaft
Sabaudia ist ein Zentrum des Tourismus, das von vielen Politikern und Kulturschaffenden besucht wird.
Darüber hinaus wird Landwirtschaft betrieben, hauptsächlich Gemüse- und Blumenanbau.
In der Kaserne Santa Barbara befindet sich das Luftabwehrkommando (Comando artiglieria controaerei).

## Bevölkerungsentwicklung
| Jahr      | 1881 | 1901 | 1921 | 1936  | 1951  | 1971   | 1991   | 2001   |
| Einwohner | 353  | 564  | 650  | 4.890 | 7.709 | 10.359 | 14.280 | 16.229 |

Quelle: ISTAT

## Politik

### Bürgermeister und Gemeinderat
Maurizio Lucci (Fratelli d’Italia) wurde im Juni 2009 zum Bürgermeister gewählt und 2013 nach seinem Übertritt vom PdL zu den nationalistischen Fratelli d’Italia mit 56,09 % gegen seinen Konkurrenten Giovanni Secci (PdL), 43,91 %, wiedergewählt. Sein Rechts-Bündnis stellt auch mit 10 von 16 Sitzen die Mehrheit im Gemeinderat. Im Gemeinderat sind ausschließlich rechte oder rechtsradikale Gemeinderäte vertreten. Sein Vorgänger Alessandro Maracchioni (Forza Italia) setzte sich im Juni 2007 bei der Bürgermeisterwahl gegen seinen Amtsvorgänger Salvatore Schintu (Alleanza Nazionale) in der Stichwahl durch. Maracchioni starb jedoch unerwartet im Juli 2008. Am 11. Juni 2017 wurde Giada Gervasi (Lista Civica: I Giovani Cittadini) zur Bürgermeisterin gewählt und am 27. Juni bestätigt.

## Sehenswürdigkeiten
Die völlig vom italienischen Razionalismo bestimmte Architektur Sabaudias hat ihre Hauptgebäude im Rathaus und der Pfarrkirche Ss. Annunziata, die beide durch ihre hohen Türme auffallen. Neben der Kirche steht das runde Baptisterium, und auch das nahe Postamt ist zu nennen.

### Städtepartnerschaften
- Saint-Médard-en-Jalles (Aquitanien)
- El Vendrell (Katalonien) seit 2002